# Carol Kalish
Carol Kalish, née en février 1955 et morte en septembre 1991, est une personnalité de l'édition de bande dessinée américaine. Elle est surtout connue pour son rôle dans le développement du marché direct dans les années 1980, alors qu'elle travaillait pour Marvel Comics.
Son action lui a valu un prix Inkpot en 1991, peu avant sa mort à 36 ans d'une rupture d'anévrisme, et une inscription à titre posthume au temple de la renommée Will Eisner en 2018.